# Горне Срнє
Горне Срнє (словац. Horné Srnie) — село, громада округу Тренчин, Тренчинський край. Кадастрова площа громади — 27.26 км².
Населення 2728 осіб (станом на 31 грудня 2020 року).

## Історія
Горне Срнє згадується 1439 року.

## Населення
| Рік:            | 1994. | 2004.   | 2014.   | 2024.   |
| --------------- | ----- | ------- | ------- | ------- |
| Кількість осіб: | 2862  | 2876    | 2795    | 2679    |
| Різниця:        |       | +0,48 % | -2,81 % | -4,15 % |

| Рік:            | 2023. | 2024.   |
| --------------- | ----- | ------- |
| Кількість осіб: | 2700  | 2679    |
| Різниця:        |       | -0,77 % |